# Albert Mabri Toikeusse
Albert Toikeusse Mabri (Danané, Costa de Marfil, 8 de diciembre de 1962-), médico y líder político de Costa de Marfil, fundador de la Unión para la Democracia y la Paz en Costa de Marfil. Excandidato presidencial a las elecciones de 2010. 

## Biografía
Educado en la Universidad de Abiyán, donde se graduó en Medicina, hizo un Máster en Salud Pública en la Universidad de Washington, Estados Unidos y una pasantía en Salud y Medio Ambiente en la Universidad Kumamato de Japón.
Se desempeñó en planes de salud e higiene para varias empresas de Costa de Marfil. Fue gerente de recursos humanos del grupo KIBIO y en el Instituto Nacional Politécnico "Houphouet Boigny".
Director de la Federación Internacional de la Cruz Roja, la OMS y la UNICEF en Costa de Marfil y Níger.

## Carrera política
Durante su época universitaria fue dirigente del centro de alumnos de la Facultad de Medicina de la Universidad de Abiyán donde se involucró en política y participó en el PDCI-RDA. Más tarde fundó Unión para la Democracia y la Paz en Costa de Marfil (UDPCI), colectividad en la que ha sido Secretario General y actual Presidente.
Había sido Ministro de Transporte en el gobierno de Guillaume Soro, también Ministro de Integración en el gobierno de Charles Konan Banny y Ministro de Salud y Población, en el gobierno de Reconciliación Nacional que se inició en 2003.
Elegido miembro de la Asamblea Nacional representando a la provincia de Danané, desde el 2000 y ha presidido la Comisión de Medio Ambiente de la Asamblea hasta 2003.
Candidato a la presidencia de Costa de Marfil en las elecciones de 2010, en las que logró un cuarto lugar con 118.671 votos correspondiente al 2,57% del electorado, en una de las elecciones más reñidas y difíciles para el país, donde se desencandenó una sangrienta guerra civil entre los dos bandos que lograron las primeras mayorías relativas.

## Historia electoral
- Elección presidencial de Costa de Marfil de 2010 (2010), para el período 2011-2016[2]

| Candidato               | Partido  | Votos     | %      | Resultado  |
| ----------------------- | -------- | --------- | ------ | ---------- |
| Laurent Gbagbo          | FPI      | 1 756 504 | 38,04% |            |
| Alassane Ouattara       | RDR      | 1 481 091 | 32,07% | Presidente |
| Henri Bedié             | PDCI-RDA | 1 165 532 | 25,24% |            |
| Albert Mabri            | UDPCI    | 118 671   | 2,57%  |            |
| Konan Gnamien           | IND      | 17 171    | 0,37%  |            |
| Francis Wodié           | PIT      | 13 406    | 0,29%  |            |
| Siméon Konan            | IND      | 12 357    | 0,27%  |            |
| Jacqueline Lohoues-Oble | IND      | 12 273    | 0,27%  |            |
| Tagoua Pascal           | IND      | 11 674    | 0,25%  |            |
| Innocent Anaky          | MFA      | 10 663    | 0,23%  |            |
| Adama Dolo              | IND      | 5 972     | 0,13%  |            |
| Enoh Aka                | IND      | 5 311     | 0,12%  |            |
| Félix Akoto             | IND      | 4 773     | 0,10%  |            |
| Henri Tohou             | UPS      | 2 423     | 0,05%  |            |